# Constitution portugaise de 1976
Lire en ligne

Consulter

La Constitution de la République portugaise du 25 avril 1976 est la constitution de la Troisième République, l'actuelle constitution du Portugal. 
Elle fut définitivement adoptée par l'Assemblée constituante le 2 avril 1976 et entra en vigueur le 25 avril suivant, soit deux ans jour pour jour après la révolution des Œillets.
Composée de 311 articles, elle fut révisée à sept reprises en 33 ans.

## Esprit de la Constitution
La Constitution de 1976 est fortement marquée par les idéaux socialistes qui ont porté la révolution : son préambule proclame la volonté « d'ouvrir la voie vers une société socialiste, ». Dans le texte de 1976, l'État vise à socialiser les moyens de production et la richesse (article 9) : cette référence a été effacée par la suite.

### Régime
Elle instaure un régime semi-présidentiel proche de la Ve République française.
Le Président de la République dispose de pouvoirs importants, tels la nomination du Premier ministre et du gouvernement sur proposition du Premier ministre, la dissolution de l'Assemblée de la République, la convocation des référendums ou le commandement des forces armées. Toutefois, selon l'article 182, « Le gouvernement est l'organe qui conduit la politique générale du pays et l'organe supérieur de l'administration publique. ».
Caractéristique du régime parlementaire dualiste, l'article 190 dispose que « Le gouvernement est responsable devant le président de la République et devant l'Assemblée de la République. ».

### Forces armées
À ses débuts, elle accordait une place importante aux forces armées, à l'origine de la révolution de 1974. Leur rôle était en effet institutionnalisé avec le Conseil de la Révolution : il conseillait le Président de la République et garantissait le bon fonctionnement des institutions et le respect de l'esprit de la Révolution. Mais il fut supprimé et remplacé par le Conseil d'État lors de la première révision constitutionnelle, le 30 septembre 1982.
Désormais, les dispositions constitutionnelles relatives aux forces armées se trouvent dans le titre X de la partie 3 de la Constitution.

## Composition
La Constitution débute par un « Préambule » et l'énonciation des « Principes fondamentaux », et se compose de quatre parties, divisées en titres, qui sont subdivisés en chapitres : 
1. Droits et devoirs fondamentaux
  1. Principes généraux
  2. Droits, libertés et garanties
    1. Droits, libertés et garanties personnelles
    2. Droits, libertés et garanties de participation politique
    3. Droits, libertés et garanties des travailleurs

  3. Droits et devoirs économiques, sociaux et culturels
    1. Droits et devoirs économiques
    2. Droits et devoirs sociaux
    3. Droits et devoirs culturels
2. Organisation économique
  1. Principes généraux
  2. Plans
  3. Politique agricole, commerciale et industrielle
  4. Système financier et fiscal
3. Organisation du pouvoir politique
  1. Principes généraux
  2. Président de la République
  3. Assemblée de la République
  4. Gouvernement
  5. Tribunaux
  6. Tribunal constitutionnel
  7. Régions autonomes
  8. Pouvoir local
  9. Administration publique
  10. Défense nationale
4. Garantie et révision de la Constitution
  1. Contrôle de la constitutionnalité
  2. Révision constitutionnelle

Le texte se conclut par les « Dispositions finales et transitoires ».

## Révisions
Les révisions constitutionnelles sont régies par le titre II de la partie IV de la Constitution. L'article 285 dispose que « L'initiative de la révision appartient aux députés. » et l'article 286 (alinéa 1) énonce que « Les modifications de la Constitution sont approuvées à la majorité des deux tiers des députés effectivement en fonction. ».
L'article 284 (alinéa 1) pose une limite temporelle à la révision. En effet, il dispose que  « L'Assemblée de la République peut réviser la Constitution cinq ans révolus après la date de publication de la dernière loi de révision ordinaire. ».
Toutefois, l'alinéa 2 prévoit que ce délai peut être contourné puisque « L'Assemblée de la République peut, cependant, assumer à tout moment les pouvoirs de révision extraordinaire à la majorité des quatre cinquièmes des députés effectivement en fonction. ».
Actuellement et si les 230 députés sont en fonction, il faut donc recueillir 154 voix sur 230 pour une révision ordinaire, et 184 voix pour une révision extraordinaire.
Depuis son adoption, la Constitution de la IIIe République a fait l'objet de sept révisions constitutionnelles : 
- loi constitutionnelle n°1/1982, datée du 30 septembre 1982 ;
- loi constitutionnelle n°1/1989, datée du 8 juillet 1989 ;
- loi constitutionnelle n°1/1992, datée du 25 novembre 1992 ;
- loi constitutionnelle n°1/1997, datée du 20 septembre 1997 ;
- loi constitutionnelle n°1/2001, datée du 12 décembre 2001 ;
- loi constitutionnelle n°1/2004, datée du 24 juillet 2004 ;
- loi constitutionnelle n°1/2005, datée du 12 août 2005.